# Изола-ди-Капо-Риццуто
Изола-ди-Капо-Риццуто (итал. Isola di Capo Rizzuto) — город в Италии, располагается в регионе Калабрия, подчиняется административному центру Кротоне.
Население составляет 14 233 человека, плотность населения составляет 113 чел./км². Занимает площадь 125 км². Почтовый индекс — 88841. Телефонный код — 0962.
Покровительницей коммуны почитается Пресвятая Богородица (Madonna greca), празднование в первое воскресение мая.